# Rezerwat przyrody Mszar koło Siemidarżna
Rezerwat przyrody Mszar koło Siemidarżna – torfowiskowy rezerwat przyrody położony na terenie gminy Brojce w powiecie gryfickim (województwo zachodniopomorskie).
Obszar chroniony utworzony został 24 listopada 2011 r. na podstawie Zarządzenia Nr 39/2010 Regionalnego Dyrektora Ochrony Środowiska w Szczecinie z dnia 4 maja 2011 r. w sprawie uznania za rezerwat przyrody „Mszar koło Siemidarżna” (Dz. Urz. Woj. Zach. 2011 r. Nr 128, poz. 2331).

## Położenie
Rezerwat ma 20,93 ha powierzchni; w całości pod ochroną ścisłą. Obejmuje on tereny leśnictwa Gosław w nadleśnictwie Gryfice (wydzielenia leśne 116d, f, g, h, ~a (część), 117g, h, ~b (część), ~c (część), 118h), co odpowiada obrębowi ewidencyjnemu Uniestowo (fragmenty działek ewidencyjnych nr 116/1, 117/1 i 118/1). Jest otoczony przez otulinę o powierzchni 40,16 ha, która służy zabezpieczeniu hydrologicznemu i ochronie dominujących tam świerków. Zajmuje ona w leśnictwie Gosław wydzielenia leśne 116 b, c, i, j, ~a, 117 a, b, c, d, f, i, j, k, ~a, ~b, ~c, 118 a, i, l, ~a, ~b (co odpowiada identycznym działkom ewidencyjnym).
Najbliższymi miejscowościami są Siemidarżno (ok. 2 km na zachód), Uniestowo (ok. 1 km na południowy zachód) i Jawory (ok. 2,5 km na północny wschód).

## Charakterystyka
Celem ochrony rezerwatowej jest „ochrona cennych zbiorowisk roślinnych charakterystycznych dla torfowisk wysokich i przejściowych oraz ochrona bogatej flory torfowców, innych mchów i charakterystycznej dla mszarów flory naczyniowej”. Mszar porośnięty jest przede wszystkim borem bagiennym (Vaccinio uliginiosi-Pinetum), a wśród krzewów i krzewinek dominują bagno zwyczajne, modrzewnica europejska i borówka bagienna. Na terenie rezerwatu zidentyfikowano 5 siedlisk przyrodniczych chronionych prawem unijnym oraz 14 gatunków roślin chronionych prawnie (wśród nich 10 gatunków mchów oraz 4 gatunki roślin nasiennych: bagnica torfowa, bagno zwyczajne, kruszyna pospolita i rosiczka okrągłolistna).